# Bečmen
Bečmen (em cirílico:Бечмен) é uma vila da Sérvia localizada no município de Surčin, pertencente ao distrito de Belgrado, na região de Syrmie. A sua população era de 3663 habitantes segundo o censo de 2009.

## Demografia
| 1948 | 1953 | 1961  | 1971  | 1981  | 1991  | 2002  |
| ---- | ---- | ----- | ----- | ----- | ----- | ----- |
| 733  | 974  | 1 195 | 1 357 | 2 494 | 3 020 | 3 409 |